# Wereldkampioenschappen zwemmen 2011 – 4×200 meter vrije slag mannen
De 4×200 meter vrije slag mannen op de wereldkampioenschappen zwemmen 2011 vond plaats op 29 juli 2011, series en finale. Omdat het zwembad waarin de wedstrijd gehouden werd 50 meter lang is, bestond de race uit zestien baantjes. Na afloop van de series kwalificeerden de acht snelste ploegen zich voor de finale. Regerend wereldkampioen was de Verenigde Staten. De eerste twaalf ploegen uit de series kwalificeerden zich tevens voor de Olympische Zomerspelen 2012 in Londen.

## Podium
| Goud                                                                                 | Goud | Zilver                                                                       | Zilver | Brons                                              | Brons |
| ------------------------------------------------------------------------------------ | ---- | ---------------------------------------------------------------------------- | ------ | -------------------------------------------------- | ----- |
| Michael Phelps Peter Vanderkaay Ricky Berens Ryan Lochte David Walters* Conor Dwyer* | USA  | Yannick Agnel Fabien Gilot Grégory Mallet Jérémy Stravius Sébastien Rouault* | FRA    | Wang Shun Zhang Lin Li Yunqi Sun Yang Jiang Yuhui* | CHN   |

* Zwemmers van wie de namen schuingedrukt staan zwommen enkel in de series.

## Records
Voorafgaand aan het toernooi waren dit het wereldrecord en het kampioenschapsrecord
| Wereldrecord en Kampioenschapsrecord | Verenigde Staten Michael Phelps Ricky Berens David Walters Ryan Lochte | 6.58,55 | Rome | 31 juli 2009 |

## Uitslagen

### Series
| Rang | Namen                                                                      | Land                | Tijd    | Serie | Baan | Bijz. |
| ---- | -------------------------------------------------------------------------- | ------------------- | ------- | ----- | ---- | ----- |
| 1    | David Walters Conor Dwyer Ricky Berens Peter Vanderkaay                    | Verenigde Staten    | 7.08,84 | 3     | 4    | Q     |
| 2    | Takeshi Matsuda Yoshihiro Okumura Sho Uchida Shogo Hihara                  | Japan               | 7.10,46 | 3     | 3    | Q     |
| 3    | Jérémy Stravius Grégory Mallet Sébastien Rouault Yannick Agnel             | Frankrijk           | 7.11,60 | 2     | 5    | Q     |
| 4    | Kenrick Monk Tommaso D'Orsogna Jarrod Killey Ryan Napoleon                 | Australië           | 7.11,80 | 1     | 5    | Q     |
| 5    | Gianluca Maglia Filippo Magnini Marco Belotti Samuel Pizzetti              | Italië              | 7.12,18 | 2     | 6    | Q     |
| 6    | Wang Shun Zhang Lin Jiang Yuhui Li Yunqi                                   | China               | 7.12,19 | 1     | 4    | Q     |
| 7    | David Carry Ross Davenport Jak Scott Robert Renwick                        | Verenigd Koninkrijk | 7.13,15 | 2     | 3    | Q     |
| 8    | Tim Wallburger Yannick Lebherz Clemens Rapp Paul Biedermann                | Duitsland           | 7.13,31 | 3     | 5    | Q     |
| 9    | David Brandl Christian Scherübl Dinko Jukić Markus Rogan                   | Oostenrijk          | 7.13,34 | 2     | 7    |       |
| 10   | Blake Worsley Colin Russell Chad Bobrosky Stefan Hirniak                   | Canada              | 7.13,73 | 1     | 3    |       |
| 11   | Danila Izotov Jevgeni Lagoenov Artem Loboezov Aleksandr Soechoroekov       | Rusland             | 7.14,12 | 2     | 4    |       |
| 12   | Darian Townsend Jean Basson Jan Venter Sebastien Rousseau                  | Zuid-Afrika         | 7.15,65 | 3     | 6    |       |
| 13   | Dieter Dekoninck Glenn Surgeloose Mathieu Fonteyn Pieter Timmers           | België              | 7.17,39 | 1     | 6    |       |
| 14   | Nicolas Oliveira Andre Schultz Rodrigo Castro João de Lucca                | Brazilië            | 7.18,44 | 1     | 2    |       |
| 15   | Daniele Tirabassi Ernesto Crox Acuña Ricardo Monasterio Cristian Quinteiro | Venezuela           | 7.21,75 | 3     | 2    |       |
| 16   | Jan Sefl Michal Rubacek Martin Verner Kvetoslav Svoboda                    | Tsjechië            | 7.24,46 | 3     | 7    |       |
| —    |                                                                            | Zuid-Korea          |         | 2     | 2    | DNS   |

### Finale
| Rang   | Namen                                                                | Land                | Tijd    | Baan | Bijz. |
| ------ | -------------------------------------------------------------------- | ------------------- | ------- | ---- | ----- |
| Goud   | Michael Phelps Peter Vanderkaay Ricky Berens Ryan Lochte             | Verenigde Staten    | 7.02,67 | 4    |       |
| Zilver | Yannick Agnel Fabien Gilot Grégory Mallet Jérémy Stravius            | Frankrijk           | 7.04,81 | 3    |       |
| Brons  | Wang Shun Zhang Lin Li Yunqi Sun Yang                                | China               | 7.05,67 | 7    |       |
| 4      | Paul Biedermann Tim Wallburger Christoph Fildebrandt Benjamin Starke | Duitsland           | 7.08,32 | 8    |       |
| 5      | Thomas Fraser-Holmes Kenrick Monk Jarrod Killey Ryan Napoleon        | Australië           | 7.08,48 | 6    |       |
| 6      | Ross Davenport David Carry Jak Scott Robert Renwick                  | Verenigd Koninkrijk | 7.10,84 | 1    |       |
| 7      | Takeshi Matsuda Shogo Hihara Yuki Kobori Yoshihiro Okumura           | Japan               | 7.10,92 | 5    |       |
| 8      | Gianluca Maglia Filippo Magnini Marco Belotti Samuel Pizzetti        | Italië              | 7.12,26 | 2    |       |